# Найт, Томас
То́мас Э́ндрю Найт (англ. Thomas Andrew Knight, 12 августа 1759 — 11 мая 1838) — английский ботаник, растениевод.
Известен, в частности, опытами по тропности растений, в частности, по гравитропности (почему корень растёт вглубь, к центру земли, а стебель вверх, от центра).

## Опыты по гравитропности растений
В конце XVIII века шло широкое обсуждение данной тематики. Среди прочих существовала гипотеза, что выбор направления роста происходит благодаря силе тяжести. В 1806 году Томас Найт поставил серию опытов по проверке этой гипотезы.

### Опыт 1
На ободе большого колеса, вращающегося в вертикальной плоскости были укреплены сосуды, наполненные влажным мхом. Колесо вращалось со скоростью 150 оборотов в минуту (таким образом устранялась, точнее, усреднялась, сила тяжести, зато создавалась центробежная сила). В мох были посажены семена фасоли. Через несколько дней, когда семена проросли, выяснилось, что корни направились от центра колеса, а стебли — к центру. Таким образом центробежная сила выступала в данном опыте в роли «силы тяжести».

### Опыт 2
Было взято колесо, аналогичное первому опыту, но вращалось оно не вертикально, а горизонтально. Таким образом сочеталось действие центробежной силы и силы тяжести. Было показано, что при очень малой скорости вращения прорастание шло почти так же, как и без вращения, вертикально: корешки вниз, а стебли вверх. При очень большой скорости вращения (то есть при значительном преобладании центробежной силы над силой тяжести) прорастание шло в горизонтальной плоскости, при этом корешки росли от центра колеса, а стебли к центру колеса. При средней скорости вращения направление роста было промежуточным (стебли — наклонными к центру).